# Französischer Evangelischer Kirchenbund
Der Französische Evangelische Kirchenbund (Fédération protestante de France, FPF) ist ein Verband protestantischer Kirchen und Kirchenunionen. Er wurde am 25. Oktober 1905 gegründet, in dem Jahr, in dem das Gesetz zur Trennung von Kirche und Staat erlassen wurde, das eine strikte Trennung von Kirche und Staat durchsetzte. Der Verband umfasst die wichtigsten protestantischen Konfessionen Frankreichs: die Lutheraner, die Reformierten, die Evangelikalen und die Pfingstler. Der Sitz des Kirchenbundes ist Paris. Vorsitzender ist François Clavairoly.

## Mitglieder
Mitglieder sind 28 Kirchen oder Kirchenbünde, die mehr als 500 Vereinigungen, Institutionen und Bewegungen repräsentieren. Die Mitgliedskirchen umfassen insgesamt etwa 1400 Pfarrstellen mit 1650 Pastoren (darunter 200 Frauen) und etwa 800 000 Kirchenmitglieder (Daten aus dem Jahr 2008). Vereinfacht kann man sagen, dass die im Französischen Evangelischen Kirchenbund vertretenen Kirchen etwa 2,1 % der Bevölkerung Frankreichs repräsentieren. 
Die folgenden Kirchen sind in dem Bund vertreten:
- Heilsarmee (36 Stationen)
- Union d'Assemblées de Dieu membre de la Fédération Protestante de France (ADFP) (25 Gemeinden, 2.000 Mitglieder)
- Communauté des Églises d’expressions africaines en France (CEAF) = Gemeinschaft afrikanischer evangelischer Kirchen in Frankreich (48 Ortsgemeinden)
- Communion des Églises de l’espace francophone (CEEF) = Kommunion französischsprachiger Kirchen (30 Standorte)
- Communion d’Églises protestantes évangéliques (CÉPÉE) (etwa zehn Standorte)
- Église apostolique (EA) = Apostolische Kirche (24 Gemeinden, 2.000 Mitglieder)
- Église de Dieu de France = Kirche Gottes in Frankreich (20 Gemeinden, 710 Mitglieder)
- Eglise de Pentecôte de France (23 Gemeinden, 1.670 Mitglieder)
- Église protestante malgache en France (EPMF) = Madagassische evangelische Kirche in Frankreich (34 Gemeinden)
- Vereinigte Protestantische Kirche Frankreichs (340.000 Mitglieder)
- Fédération des Eglises coréennes en France (FECF) (11 Kirchen, 1.110 Mitglieder)
- Fédération des Églises évangéliques baptistes de France (FEEBF) = Vereinigung der Baptistischen Kirchen von Frankreich (114 Gemeinden, 6.250 Mitglieder)
- Mission évangélique des Tziganes de France (Vie et Lumière) (METF) = Evangelische Mission der Roma in Frankreich (Leben und Licht) (114 Standorte, 100.000 Mitglieder)
- Mission populaire évangélique de France (MPEF) = Evangelische Volksmission von Frankreich (17 Standorte)
- Union d’assemblées protestantes en mission (UAPM) (30 Kirchen)
- Union des Eglises évangéliques arméniennes de France (UEEAF)
- Union des Eglises évangéliques Elim de France (UEEEF)
- Union des Églises évangéliques libres (UEEL) = Vereinigung evangelischer Freikirchen (56 Gemeinden, 2.500 Mitglieder)
- Union de l’Eglise évangélique méthodiste de France (UEEMF; Teil der Zentralkonferenz Zentral- und Südeuropa der Evangelisch-methodistischen Kirche) (21 Kirchen, 1.400 Mitglieder)
- Union des Églises évangéliques de Réveil (UEER) (11 Gemeinden, 1.600 Mitglieder)
- Union Protestantischer Kirchen von Elsass und Lothringen (290 Gemeinden, 260.000 Mitglieder)
- Union des Eglises protestantes évangéliques Horizon (4 Kirchen)
- Union des Eglises protestantes foursquare France (UEPFF) (7 Standorte)
- Union des Églises évangéliques du Nazaréen (UEEN) (5 Standorte, 300 Mitglieder)
- Union des Fédérations adventistes de France (UFA) = Vereinigung der Adventisten von Frankreich (123 Standorte)
- Union des Eglises pentecôtisantes indépendantes (UNEPI) (19 Standorte)
- Union nationale des Eglises protestantes réformées évangéliques de France (UNEPREF) (37 Gemeinden, 13.000 Mitglieder)

## Aufgaben
Hauptaufgabe des Bundes ist die Stärkung des Zusammengehörigkeitsgefühls und der Zusammenarbeit zwischen den verschiedenen Kirchen und kirchlichen Institutionen sowie die Abstimmung gemeinsamer Aktionen einschließlich der Ökumene mit nicht-protestantischen christlichen Kirchen.